# Murdõmäe
Murdõmäe – wieś w Estonii, w prowincji Võru, w gminie Rõuge.